# Oesterreichisches Botanisches Wochenblatt
Oesterreichisches Botanisches Wochenblatt.(abreviado Oesterr. Bot. Wochenbl.) fue una revista ilustrada con descripciones botánicas que fue editada en Viena. Se publicaron 7 números en los años 1851-1857, con el nombre de Oesterreichisches Botanisches Wochenblatt. Gemeinnütziges Organ für Botanik. Fue reemplazado en el año 1858 por Oesterreichische Botanische Zeitschrift. Gemeinnütziges Organ für Botanik.